# シスター・キャリー
『シスター・キャリー』(Sister Carrie)は、1900年に発表されたセオドア・ドライサーのデビュー作である。当時の大都会シカゴ・ニューヨークと、そうした大都会と共振する若い女性の姿をあざやかに描いた。

## あらすじ
アメリカ中西部の田舎で育った「洗練されていない、自然のまま」の少女キャリー・ミーバーは、都会にあこがれ、姉夫婦をたよってシカゴへやって来る。美しく、「快楽への渇望」が生来強いキャリーは、次第に華やかな都会生活の魅力にとりつかれていく。セールスマンのチャールズ・ドルーエの愛人となり、同棲していたが、妻子持ちの一流バーの支配人G・W・ハーストウッドと親しくなって、ニューヨークへ駆落ちする。キャリーはニューヨークで花形女優として成功する。一方、ハーストウッドは、事業に失敗して没落してゆき、キャリーとの溝は深まり、労働争議に巻き込まれ、キャリーにも捨てられ、ガス自殺する。

## 評価
発表当時は内容が不道徳だとみなされ、ドライサーは出版社を見つけるのに苦労し、約1000部発行されたが、500部も売れなかった。
初期アメリカ自然主義文学の傑作であると評価されており、都市小説の先駆となった。アメリカ文学者の平石貴樹は、「単なる自然主義小説ではなく、『気分』と『感覚』にしたがって生きる現代人を描いた点で、二〇世紀小説の起源の一つと考えられる。」と述べている。

## 特徴
成功者と落後者を対比させ、格差社会アメリカの冷酷な現実をリアルに描いており、大都会という環境、物質文明の刺激のなかに生きる人間像を、自然主義文学のスタイルで浮き彫りにしている。
作者のドライサーは、進化論のチャールズ・ダーウィン、社会進化論を説いたハーバート・スペンサーの影響を受け、社会ダーウィニズムを思想の土台としており、本作は当時の「科学的」言説に基づいて構成され、進化論の観点から「生来の本能、与えられた環境、それらの相互作用から生じる欲望、こういったものがいかに人間を変容させるのか」の実験・証明が行われた。作品の主要人物のキャリー、ドルーエ、ハーストウッドは、「自らの内面を明瞭に言語化できる能力が生来的に未発達である」という共通の特質があり、語り手が彼らの内面に入り込んで観察し、言語以前の未分化の思惟、「潜在意識」を客観的に言語化して語るというスタイルをとっており、自由間接話法とは幾分異なっている。キャリーは「非知性的な人々」の一人とされ、賢くなく、ヒツジやシマリスといった動物に喩えられる。ドルーエ、ハーストウッドも同様に本能に翻弄されており、語り手が彼ら「獣」の観察者として、その本能的感覚を言語化するという「科学的」観察手法が取られている。彼らの「理性に不慣れな感覚的精神」という生来的な性質は、物語の最後まで変わることはない。たまたま身を置くことになった19世紀アメリカの大都市という環境が、彼らの欲望をかき立てており、環境によって授けられた受動的な欲望だけが、彼らの行動原理となっている。キャリーは最後まで「何かもっといいことはないのか」と漠然と夢想し続け、ハーストウッドは上昇志向のせいで失敗し、転落するが、その意味をほとんど理解することはない。
完全に本能的でも理性的でもない人間の文明は、まだ進化の中間段階にあり、鈍った本能と不完全な理性の間で揺れ動く人間は、「人間的獣」または「獣的人間」として生きるしかないということになる、と語られる。このような人間にとっては、善悪とは世間の因習や個人の習慣によって形成される「恣意的尺度」に過ぎず、環境によっていくらでも変化するものであり、個々人の良心は「世間、過去の環境、習慣、慣習を代弁しているもの」に過ぎない。キャリーは当時の社会的・道徳的規範、性的なモラルに反しているが、物語の中で罰せられることはない。彼女は進化論の「適者生存」の原理を体現するキャラクターであり、美貌と性的魅力という生物的特質を活用し、より快適な環境へと住処を受動的に移動させ、自らの進化、「精神の成長」に頼らず、「自己繁栄」していく。一方成功者であったハーストウッドが、シカゴからニューヨークへとキャリーと駆け落ちし、環境の変化に適応できずに破滅していく様は、「退化」の実験対象となっている。
進化の中間段階にある人間にとって、「理性はほとんどその役割を持ち得ない」とされ、キャリーたちは商品や異性、名声への欲望へのその時の感性に従って生きるしかないが、その感性すら、刺激への「神経組織」の反応によると唯物論的に説明される。こうした世界観においては、欲望は否定も肯定もされず、「科学的事象」として扱われ、観察される。語り手は、登場人物を否定または擁護しようとする読者をテキストの中で批判しており、その態度は一見両義的に見えるが、根底には常に社会ダーウィニズムが据えられている。
ドライサー作品における「気分」「感覚」の重視は、資本主義社会の消費者の欲望や衝動といったものに直に結びつけて説明されることが多い。もっと本格的、全面的な、人間像の変化（現代化）と関連した特徴であるとみる批評もある。
「気分」と「感覚」の重視は、本作の1年前に出版された、ケイト・ショパンによるフェミニズム文学の古典『目覚め』（1899年）とも共通している。

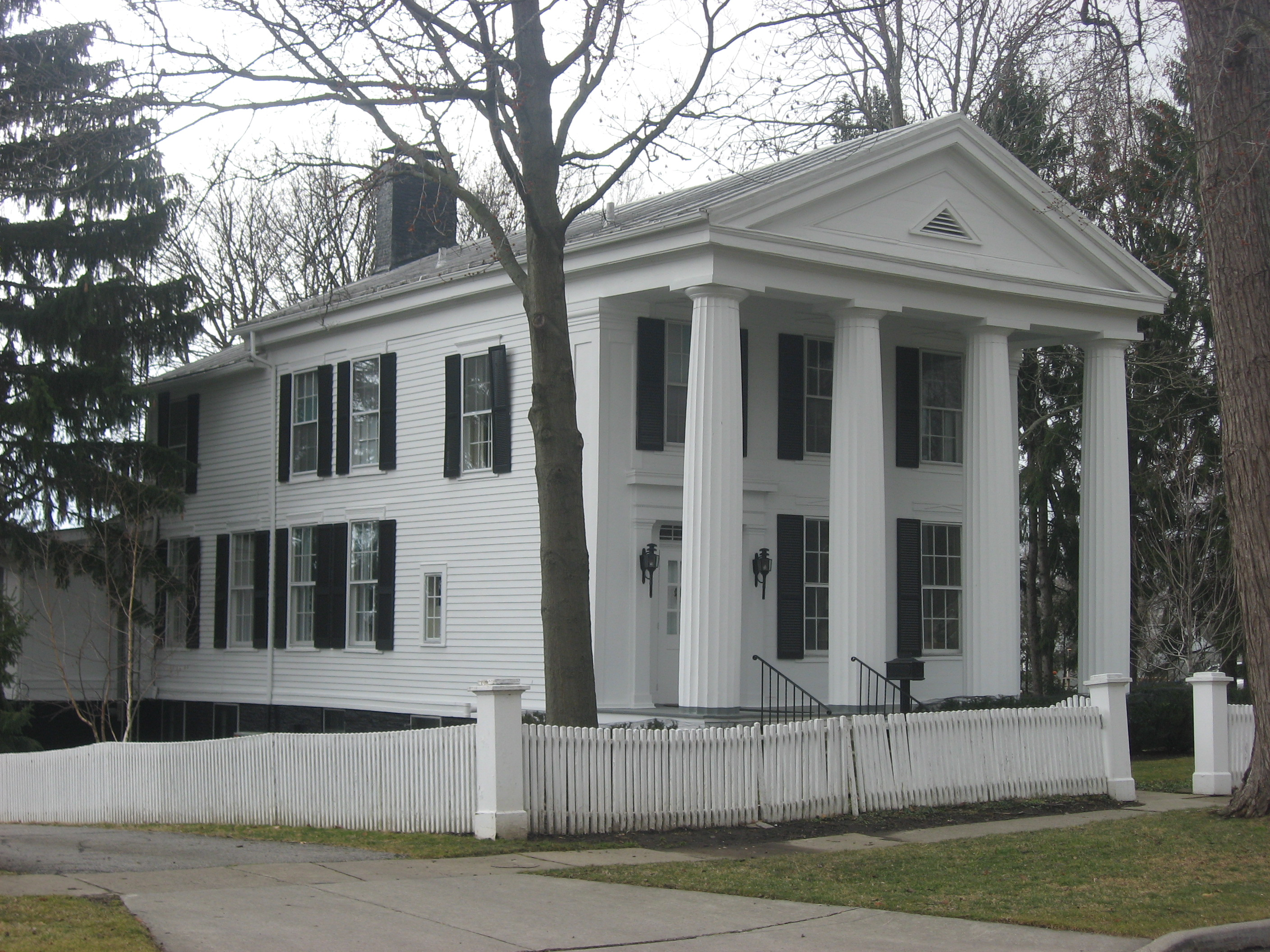
シスター・キャリーが書かれた家。